# LPG (zespół muzyczny)
LPG (hangul: 엘피지; skrót od Lovely Pretty Girls) – południowokoreański, k-popowy zespół muzyczny. Pierwotnie składał się z czterech kobiet: Hanyoung, Yoonah, Yeonoh i Sooah, a od 2015 roku w skład grupy wchodziły Jiwon (liderka), Riwon, Songha i Jieun. Artystki nagrały swój pierwszy album w 2005 r.

## Członkinie

### Ostatni skład
3. generacja
- Jiwon (kor. 지원) (liderka, główna wokalistka i tancerka)
- Songha (kor. 송하) (raperka, wokalistka i tancerka)
- Riwon (kor. 리원) (główna wokalistka i tancerka)
- Jieun (지은)

### Byłe
| 1. generacja - Hanyoung (한영) - Yeonoh (연오) - Sooah (수아) - Yoonah (윤아) 2. generacja - Daeun (다은) - Yumi (유미) - Semi (세미) - Gayoung (가영) - Suyun (수윤) - Eunbyul (은별) | 3. generacja - Rahee (라희) - Rika (리카) - Lani (라니) - Yuju (유주) - Ahyul (아율) |

## Dyskografia

### Albumy
- 2005: Long Pretty Girls
- 2006: Long Pretty Girls 2

### Single
- 2005: 팔베개" (Arm Pillow)